# New Salem (Pennsylvanie)
Pour les articles homonymes, voir New Salem.
New Salem est un borough situé au centre du comté de York, en Pennsylvanie, aux États-Unis,. En 2010, il comptait une population de 724 habitants, estimée au 1er juillet 2020 à 757 habitants. Le borough est incorporé en 1833.

## Démographie
Lors du recensement de 2010, le borough comptait une population de 724 habitants. Elle est estimée, en 2020, à 757 habitants.